# Підгороднє (Бердичівський район)
Підгоро́днє — село в Україні, у Бердичівському районі Житомирської області. Населення становить 112 осіб.

## Населення
Згідно з переписом УРСР 1989 року чисельність наявного населення села становила 131 особа, з яких 47 чоловіків та 84 жінки.
За переписом населення України 2001 року в селі мешкало 112 осіб.

### Мова
Розподіл населення за рідною мовою за даними перепису 2001 року:
| Мова       | Кількість | Відсоток |
| ---------- | --------- | -------- |
| українська | 110       | 98.21%   |
| російська  | 2         | 1.79%    |
| Усього     | 112       | 100%     |

## Історія
У 1923—54 роках — адміністративний центр Підгороднянської сільської ради Бердичівського району.
19 вересня 2024 року Верховна Рада підтримала перейменування села Підгородне на Підгороднє. 26 вересня 2024 року перейменування набуло чинності.

## Відомі люди
- Реготун Олег Петрович (1976—2014) — старший прапорщик Збройних сил України, загинув у боях за Луганський аеропорт.